# Даниела Сладунова
Даниела Сладунова Генчева-Ботева е българска актриса.

## Ранен живот
Родена е на 23 април 1970 г.
Завършила е актьорско майсторство за драматичен театър в НАТФИЗ „Кръстьо Сарафов“ при професор Елена Баева и асистент Атанас Атанасов през 1995 г.

## Кариера на озвучаваща актриса
Сладунова се занимава активно с озвучаване на реклами, филми и сериали. Най-известна е с работата си по „Сайнфелд“, „Двама завинаги“ (дублаж на bTV), „Тъмна орис“, „В обувките на Сатаната“ (сезони 3 – 5), „Долината на слънцето“, „Посетители“, „Имението Даунтън“, „Нюанси синьо“, „Костюмари“, „Без твоя поглед“ и „Квантов скок“ (дублаж на Нова телевизия).
| Актриса        | Заглавия                                                                               | Роли                             |
| -------------- | -------------------------------------------------------------------------------------- | -------------------------------- |
| Ашли Джъд      | Време да убиваш (дублаж на Диема Вижън) Тежки престъпления                             | Карла Бриганс Клеър Кюбик        |
| Емили Мортимър | Розовата пантера (дублаж на Диема Вижън) Розовата пантера 2 (дублаж на Диема Вижън)    | Никол Нуво Дюран                 |
| Катлийн Търнър | Романс за камъка Перлата на Нил                                                        | Джоун Уайлдър                    |
| Катрин О'Хара  | Сам вкъщи (дублаж на bTV и NOVA) Сам вкъщи 2: Изгубен в Ню Йорк (дублаж на bTV и NOVA) | Кейт Маккалистър                 |
| Кейт Бекинсейл | Авиаторът Щрак (дублаж на bTV)                                                         | Ава Гарднър Дона Нюман           |
| Лиса Кудроу    | Развален телефон Лесна, А?                                                             | Мади Мозел Г-жа Грифит           |
| Одет Анабъл    | Пак ли ти Бевърли Хилс Чихуахуа 2 Бевърли Хилс Чихуахуа 3: Вива ла фиеста              | Джоана Кларк Клоуи               |
| Сюзън Сарандън | Спаси ме (дублаж на Медиа Линк) Доносник (дублаж на Диема Вижън) Тежка сватба          | Алиша Джоан Кийгън Биби Макбрайд |